# 叶静子
叶静子（英文：Maggie Ip，1975年— ），广东梅县人，中华人民共和国元帅叶剑英二子叶选宁之女，宋庆龄基金会理事，香港星际文化集团（Brilliant Culture Group）董事总经理。

## 经历
叶静子1975年生于北京，13歲留學美國，大学主修心理学。
后在香港创立星际文化集团有限公司。2001年在香港及广州《拥抱吉祥——西藏珍宝展》举办，李嘉诚、何鸿燊均亲自捧场，大获成功。。

## 感情生活
葉靜子曾經與著名賽車手關兆昌戀愛。

## 家庭
祖父：叶剑英，中华人民共和国开国革命功勋，十大元帅之一。
祖母：曾宪植，曾国藩弟弟曾国荃的玄孙女；名门闺秀，曾任邓颖超和宋庆龄的秘书。
父亲：叶选宁，被誉为“太子党的精神领袖”、“独臂将军”。
母亲：钱宁戈，香港化名「林戈」，澳门俗称「宁大姐」，澳门户口，澳门葡京赌场合资人之一。
兄长：叶弘，夫人江宁。
丈夫：王京阳，中國人民解放軍開國上將、国家副主席王震的长孙；两人育有一子。
堂妹：叶明子，叔叔叶选廉与其夫人苏丹丹之女。
堂妹：葉中月，曾用藝名葉晴晴，叔叔叶选廉与其夫人苏丹丹之女。香港唱作女子組合Robynn & Kendy的成員。